# Maejo-Universität
Die Maejo-Universität (Thai มหาวิทยาลัยแม่โจ้, RTGS: Mahawitthayalai Mae Cho, engl.: Maejo University, kurz: MJU) ist eine öffentliche Universität in Mae Cho, Amphoe San Sai, einem nordöstlichen Vorort von Chiang Mai in Thailand.

## Geschichte
Die Maejo-Universität wurde 1934 als Lehrerbildungsanstalt für die Landwirtschaft des Nordens (Northern Agricultural Teachers Training School) gegründet. Nach zahlreichen Neuorganisationen und Umbenennungen wurde die Schule schließlich 1996 als voll anerkannte Universität mit dem Namen Maejo-Universität eingerichtet.

## Akademische Einrichtungen
Der zentrale Campus der Universität liegt in der Provinz Chiang Mai und besteht aus den Fakultäten:
- landwirtschaftliche Produktion,
- Naturwissenschaften,
- Ingenieurwissenschaften und Agrarindustrie.
- Fischerei-Technologie
- Information und Kommunikation
- Betriebswirtschaftslehre
- Volkswirtschaftslehre
- Geisteswissenschaften
- Tierzuchtwissenschaft und Technologie
- Architektur und Landschaftsplanung
- Schule für Tourismus
- Schule für Verwaltungswissenschaft

Daneben besitzt die Universität weitere Campus in den Provinzen Phrae und Chumphon.